# Yibin
Yibin (cinese: 宜宾; pinyin: Yíbīn) è una città-prefettura della Cina nella provincia del Sichuan.